# Karl Ernst von Gravenreuth

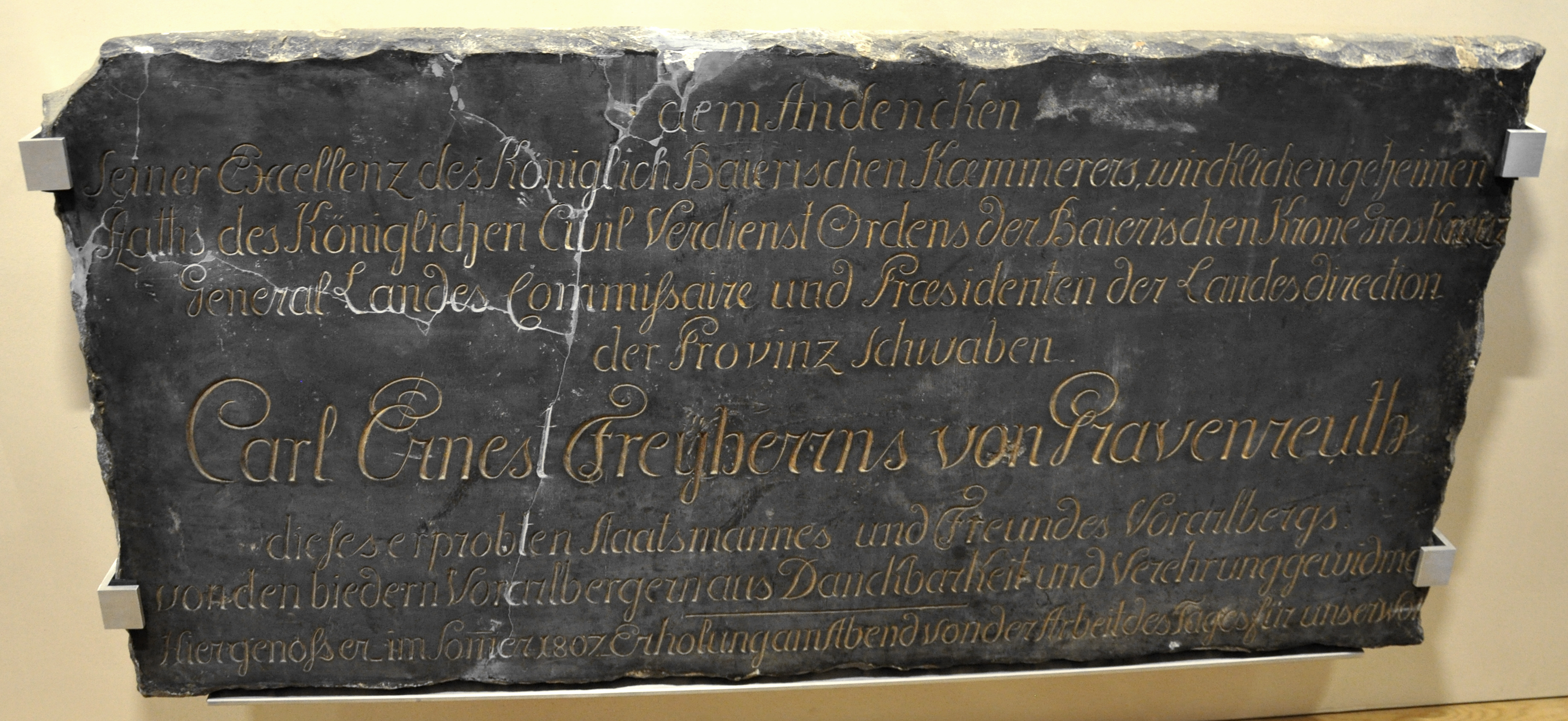
Gedenkplatte für Gravenreuth aufgrund seiner Verdienste um das Land Vorarlberg unter bayerischer Herrschaft, aufgestellt nach 1807 im Tempelchen an der Bregenzer Klause (Vorarlberg Museum, Bregenz)

Karl Ernst Freiherr von Gravenreuth (* 28. Mai 1771 in Stenay, Lothringen; † 29. September 1826 in Augsburg) war ein deutscher Politiker und Diplomat.

## Leben
Gravenreuth studierte Jura in Göttingen. Er trat danach in die Dienste des Herzogs Max Joseph von Pfalz-Zweibrücken. Mit dessen Nachfolge zum Bayerischen Kurfürsten 1799 wurde er Geheimer Rat im bayerischen Außenministerium. Ein Jahr später wurde er als Botschafter nach Wien berufen. Daher kannte er die österreichische Politik dieser Zeit. Im Herbst/Winter 1805 entschieden sich Kurfürst Max IV. Joseph und sein Berater Graf von Montgelas für eine Allianz mit Napoleon und somit gegen Habsburg. Dies musste vor Österreich möglichst lang verborgen werden. Während die Habsburger Armee einsatzbereit im Land stand, zog Karl Ernst von Gravenreuth heimlich in Franken die bayerische Armee zusammen. Als französische Truppen eingetroffen waren, bekannte sich Bayern zum Bündniswechsel.
Karl Ernst von Gravenreuth war als Diplomat wesentlich an dem Geheimvertrag von Brünn von 1805 beteiligt. Hierin erhielt Kurfürst Max Joseph von Bayern von Napoleon den Königstitel und beträchtliche Gebietsgewinne zugesichert. Bayern wurde am 1. Januar 1806 durch den französischen Kaiser zum Königreich aufgewertet und Max Joseph als Maximilian I. Joseph zum ersten König Bayerns erhoben.

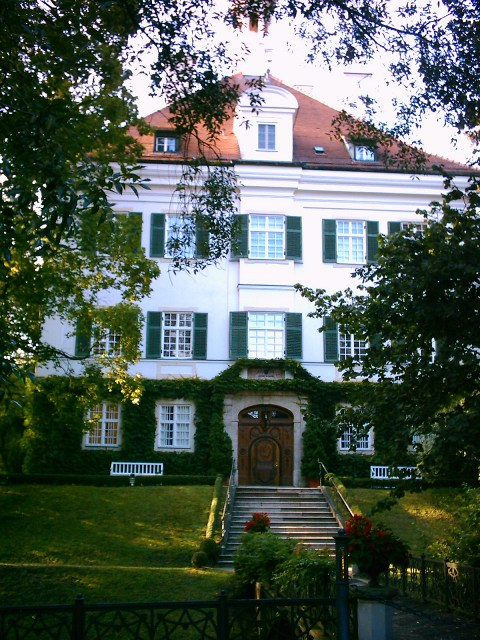
Schloss Affing

Anschließend war Karl Ernst von Gravenreuth bayerischer Sondergesandter im Hauptquartier Napoleons. Von 1807 bis 1817 hatte er die Funktion eines bayerischen Generalkommissärs mit verschiedenen Aufgaben inne. Ab 1816 war er Präsident des Oberdonaukreises mit Sitz in Augsburg und verwaltete als Generalkommissär von dort aus das kurz vorher an Bayern gekommene Schwaben. Nach der geänderten Grenzziehung bei Ulm 1811 wurde er zum Stadtgründer von Neu-Ulm. 1816 kaufte er die nahe Augsburg gelegene Hofmark Affing mit dem  Schloss. Dort stiftete er gemeinsam mit seiner Ehefrau eine Schule. 1820 wurde er erster Ehrenbürger von Augsburg. 1825 erhob König Max I. Joseph Karl Ernst von Gravenreuth für seine Verdienste um Bayern in den Grafenstand und berief ihn als erblichen Reichsrat in die Kammer der Reichsräte, die Erste Kammer der bayerischen Ständeversammlung.

## Trivia
Sein jüngerer Bruder Kasimir von Gravenreuth hielt den Russlandfeldzug der Bayerischen Armee in Tagebüchern fest.